# Maurizia Borri
Maurizia Borri (Pinerolo, 24 febbraio 1977) è una pallavolista italiana.
Ha giocato nel ruolo di libero nel Chieri Volley e nella Yamamay Busto Arsizio

## Carriera
Maurizia Borri inizia a giocare a pallavolo nel 1995 quando entra a far parte della Pallavolo Pinerolo, in Serie B2: nella squadra piemontese resta per tre stagioni, ottenendo una promozione in Serie B1, seguita da una retrocessione.
Nella stagione 1997-98 viene ingaggiata dalla Pallavolo Chieri, denominata dal 2005 Chieri Volley, dove resta per dieci stagioni, ottenendo tre promozioni, dalla Serie B2 alla Serie A1: con la squadra di Chieri vince anche una Top Teams Cup nell'annata 2004-05, venendo premiata anche come miglior libero.
Nella stagione 2008-09 passa alla Futura Volley Busto Arsizio dove si aggiudica la Coppa CEV 2009-10. Nella stagione 2010-11 torna nuovamente a Chieri, in Serie A2, con la quale al termine del campionato conquista la promozione in Serie A1.

## Palmarès

### Club
- Top Teams Cup/Coppa CEV: 2

2004-05, 2009-10

### Nazionale (competizioni minori)
- Trofeo Valle d'Aosta 2005

### Premi individuali
- 2005 - Top Teams Cup: Miglior libero
- 2006 - Coppa CEV: Miglior libero